# Weymouth
Weymouth (pronunțat /ˈweɪməθ/) este un oraș în comitatul Dorset, regiunea South West, Anglia. Orașul se află în districtul Weymouth and Portland a cărui reședință este.

## Personalități născute aici
- Gilbert Newton Lewis (1875 - 1946), chimist fizician.